# کیمبرلی براندو
کیمبرلی براندو (انگلیسی: Kimberly Brandão؛ زادهٔ ۲۶ آوریل ۱۹۸۴) بازیکن فوتبال اهل ایالات متحده آمریکا است.
از باشگاه‌هایی که در آن بازی کرده‌است می‌توان به وسترن نیویورک فلش اشاره کرد.
وی همچنین در تیم ملی فوتبال زنان پرتغال بازی کرده‌است.